# Liste der Botschafter der Vereinigten Staaten in Papua-Neuguinea
Diese Liste fasst die Botschafter der USA in Papua-Neuguinea seit der Unabhängigkeit im Jahr 1975 zusammen. Die Botschafter residieren in Port Moresby.

## Botschafter
| Name                   | Dienstantritt | Dienstende | Anmerkungen |
| ---------------------- | ------------- | ---------- | ----------- |
| Mary S. Olmsted        | 1976          | 1979       |             |
| Harvey J. Feldman      | 1979          | 1981       |             |
| M. Virginia Schafer    | 1981          | 1984       |             |
| Paul Fisher Gardner    | 1984          | 1986       |             |
| Everett E. Bierman     | 1986          | 1989       |             |
| Robert William Farrand | 1990          | 1993       |             |
| Richard W. Teare       | 1993          | 1996       |             |
| Arma Jane Karaer       | 1997          | 2000       |             |
| Susan S. Jacobs        | 2000          | 2003       |             |
| Robert W. Fitts        | 2003          | 2006       |             |
| Leslie V. Rowe         | 2006          | 2009       |             |
| Teddy B. Taylor        | 2009          | 2012       |             |
| Walter E. North        | 2013          | 2016       |             |
| Catherine Ebert-Gray   | 2016          | 2019       |             |
| Erin Elizabeth McKee   | 2019          | 2022       |             |